# Wiedemannia phantasma
Wiedemannia phantasma är en tvåvingeart som först beskrevs av Josef Mik 1880.  Wiedemannia phantasma ingår i släktet Wiedemannia och familjen dansflugor. Inga underarter finns listade i Catalogue of Life.